# Nishada chryseola
Nishada chryseola är en fjärilsart som beskrevs av Pieter Cornelius Tobias Snellen 1879. Nishada chryseola ingår i släktet Nishada och familjen björnspinnare. Inga underarter finns listade i Catalogue of Life.